# 贝特夏街道

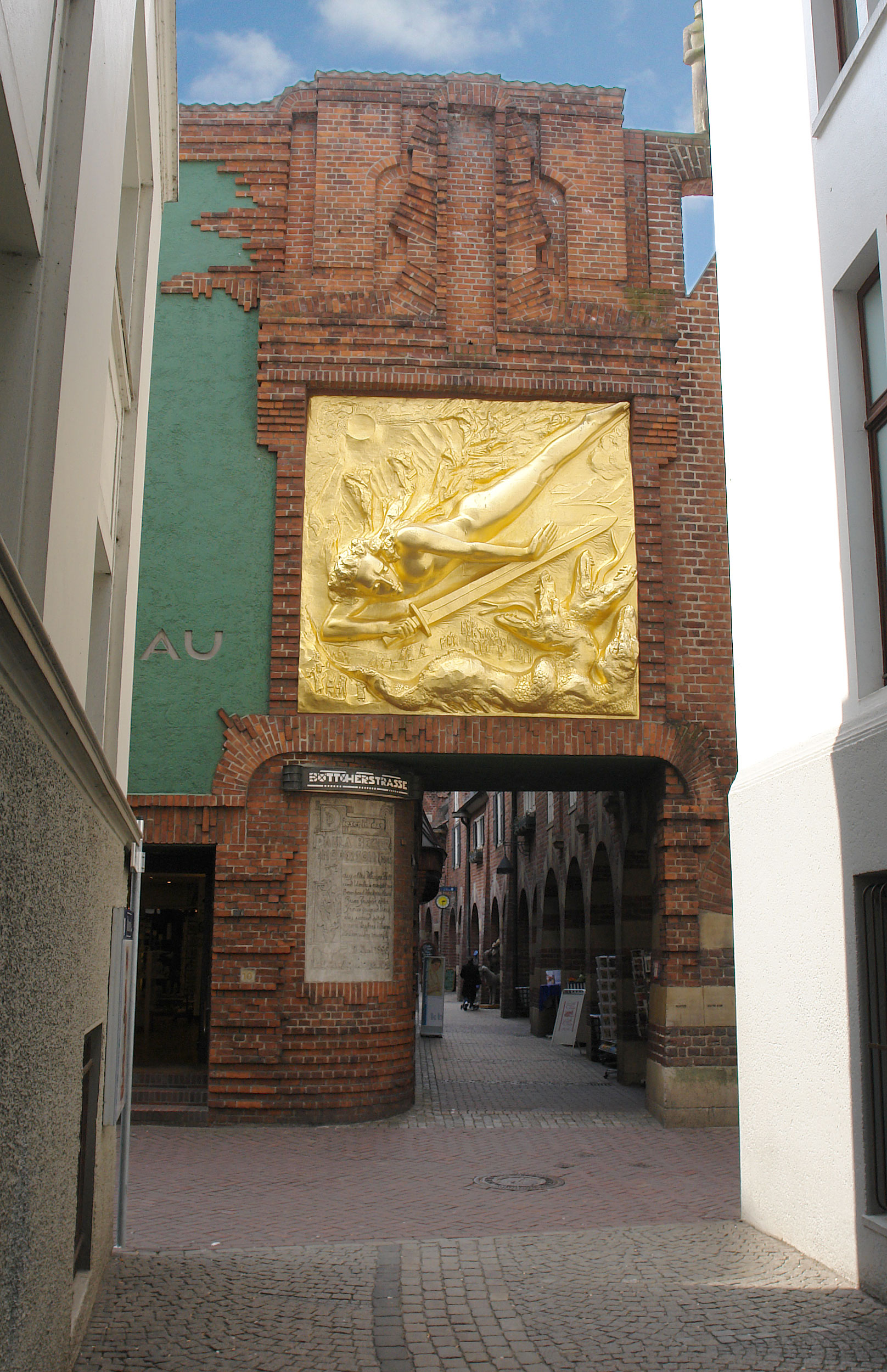
贝特夏街道入口：Hoetger于1936年4月设计的Lichtbringer (“带来光明的人”)，用以赞颂“我们的元首战胜了黑暗的权柄”

贝特夏街道（德語：Böttcherstraße），箍桶匠街，德国不来梅古老的狭窄巷子。由当地著名的咖啡商人路德維希·羅瑟流斯（Ludwig Roselius）委托艺术家兴建，从1923年开始用了10年时间完成。二战期间被毁，战后重建。
此街道立有二次大戰時期Fw 200飛機於1938年首次飛行來往柏林與紐約航班紀錄的紀念碑。